# Ochetostoma octomyotum
Ochetostoma octomyotum är en djurart som tillhör fylumet skedmaskar, och som beskrevs av Fisher, W.K. 1946. Ochetostoma octomyotum ingår i släktet Ochetostoma och familjen Echiuridae. Inga underarter finns listade i Catalogue of Life.